# Juanma Castaño
Juanma Castaño (né Juan Manuel Castaño Menéndez à Gijón, Asturies, le 10 mai 1977) est un commentateur sportif espagnol. Il présente la section sports de Noticias Cuatro sur la chaîne Cuatro avec Manu Carreño du lundi au vendredi, et le programme sportif du soir de la radio Cadena COPE, El partidazo de COPE.